# Charles Orville Whitley
Charles Orville Whitley (3 de enero de 1927 - 27 de octubre de 2002) fue un congresista demócrata de Carolina del Norte entre 1977 y 1986.
Nacido en Siler City, Carolina del Norte, Whitley asistió a la Siler City High School y se graduó en 1943. Sirvió en el Ejército de los Estados Unidos de 1944 a 1946, luego asistió a la Universidad Wake Forest, donde obtuvo su título universitario en 1949 y su título de abogado en 1950. Obtuvo una maestría en la Universidad George Washington en 1974.
Whitley se convirtió en abogado y ejerció en Mount Olive, Carolina del Norte. Allí impartió clases de derecho empresarial en el Mount Olive Junior College.  Se convirtió en abogado de la ciudad en 1961; ese mismo año, se unió al personal del congresista David N. Henderson. En 1976 se postuló para el Congreso y fue elegido como demócrata para el 95.º Congreso de los Estados Unidos.